# Munhall
Munhall é um distrito localizado no estado norte-americano da Pensilvânia, no Condado de Allegheny.

## Demografia
Segundo o censo norte-americano de 2000, a sua população era de 12.264 habitantes.
Em 2006, foi estimada uma população de 11.358, um decréscimo de 906 (-7.4%).

## Geografia
De acordo com o United States Census Bureau tem uma área de 6,3 km², dos quais 6,0 km² cobertos por terra e 0,3 km² cobertos por água.

## Localidades na vizinhança
O diagrama seguinte representa as localidades num raio de 4 km ao redor de Munhall.